# 细柄十大功劳
细柄十大功劳（学名：Mahonia gracilipes）为小檗科十大功劳属的植物，是中国的特有植物。分布在中国大陆的四川、云南等地，生长于海拔700米至2,400米的地区，见于常绿落叶阔叶混交林下、常绿阔叶林、林缘或阴坡。

## 别名
刺黄柏（中国高等植物图鉴）

## 异名
- Mahonia gracilipes (Oliv.) Fedde var. epruinosa T. S. Ying